# 农卓县
農卓縣是泰國首都曼谷轄下的50個區之一。農卓縣總面積236.261平方公里。根據泰國官方於2017年所作的人口調查數據顯示：居住於農卓縣的總人口數量為170643人。截至2006年，農卓縣大約75%的人口是穆斯林，22%是佛教徒。
曼谷韓國國際學校即位於農卓縣。